# Laurasia

Stark vereinfachte Kartendarstellung von Laurasia und Gondwana beim Einsetzen des Zerfalls der Pangaea am Übergang Trias–Jura (200 mya)

Laurasia (zusammengesetzt aus Laurentia und Asia, auch Laurasien) war die nördliche der beiden großen Landmassen, in die der Superkontinent Pangaea im Mesozoikum zerbrach. Der südliche Kontinent, der während dieser Trennung erneut entstand, wird Gondwana genannt. Laurasia bestand im Wesentlichen aus den paläozoischen „Nordkontinenten“ Laurentia, Baltica, Sibiria sowie den großen „ostasiatischen Kratonen“ Nord-China und Süd-China. Laurasia hatte im Perm eine Ausdehnung von etwa 65 Millionen km².

## Begriff
Der südafrikanische Geologe Alexander Du Toit hat etwa 1937 die Theorie vom Superkontinent Pangaea des deutschen Meteorologen Alfred Wegener verfeinert und von den zwei Landmassen Laurasia im Norden und Gondwana im Süden gesprochen.

## Proto-Laurasia
Obwohl Laurasia als mesozoischer Kontinent – als Teil Pangaeas – bekannt und in der geologischen Theorie der Plattentektonik unbestritten ist, wird heute angenommen, dass seine konstituierenden Teile bereits nach dem Auseinanderbrechen des Superkontinents Rodinia – 800 mya – einen zusammenhängenden Großkontinent bildeten. Um Verwechslungen mit dem mesozoischen Laurasia zu vermeiden, wird dieser auch als Proto-Laurasia bezeichnet.
Wahrscheinlich brach Proto-Laurasia kurzzeitig auseinander, bevor es sich wieder mit den südlichen Bruchstücken Rodinias – Ost- und Westgondwana – zum spät-präkambrischen Superkontinent Pannotia zusammenschloss, der allerdings „nur“ von 600 bis 540 mya, also bis ins frühe Kambrium, Bestand hatte.

## Plattentektonische Entwicklung bis zur Trias
Nach jüngeren (ab dem Jahr 2000) plattentektonischen Rekonstruktionen waren die „ostasiatischen Kratone“ (u. a. Nord-China, Süd-China, Indochina, Tarim und Lhasa) zur Präkambrium-Kambrium-Wende – um 540 mya – im seinerzeit bereits bestehenden großen Südkontinent Gondwana inkorporiert und bildeten möglicherweise kontinentale Inseln auf einem ausgedehnten Schelf, wohingegen Baltica („Ur-Europa“), Laurentia („Ur-Nordamerika“) und Sibiria (das heutige Mittelsibirien, auch Angara-Kraton genannt) als eigenständige Kontinente nördlich von Gondwana existierten. 
Spätestens an der Silur-Devon-Wende – um 420 mya – kollidierten während der Hauptphase der Kaledonischen Gebirgsbildung (Skandische Phase) Baltica und Laurentia auf breiter Front und bildeten fortan einen Laurussia genannten Kontinent. Im weiteren Verlauf des Devons lösten sich die ostasiatischen Kratone von Gondwana ab und drifteten nach Norden.
Im späten Karbon – um 300 mya – kollidierte zunächst Sibiria mit Kasachstania, einem Mikrokontinent, der sich möglicherweise erst im Verlauf des Altpaläozoikums südöstlich von Sibiria aus einem Inselbogen gebildet hatte (vgl. Chanty-Mansi-Ozean). Nachfolgend kollidierte Sibiria-Kasachstania an seinem Westrand mit Laurussia, das bereits im frühen Karbon an Gondwana „angedockt“ war. Damit war die Bildung des  Superkontinentes Pangaea faktisch abgeschlossen. Schließlich kollidierten in der frühen Trias – um 250 mya – die ostasiatischen Kratone mit dem Südostrand Sibiria-Kasachstanias, womit Laurasia – als Bestandteil Pangaeas – im Wesentlichen komplettiert war.

## Entwicklung ab dem Jura

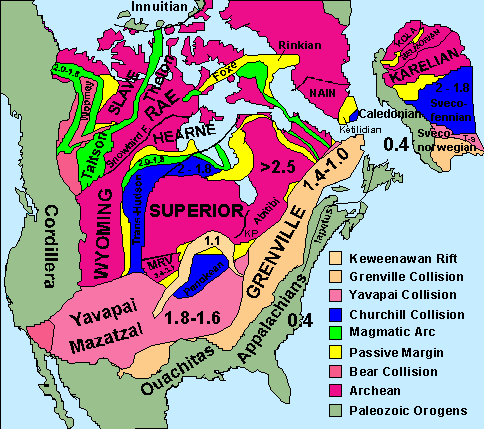
Die westlichen Kratone nach der Spaltung Laurasias – etwa 100 mya – in der Kreide.

An der Trias-Jura-Wende – um 200 mya – begann Pangaea auseinanderzubrechen. Die westliche Neotethys zwischen dem „europäischen“ (genauer: „iberischen“) und „afrikanischen“ Teil Pangaeas öffnete sich weiter nach Westen, und zwischen dem „nordamerikanischen“ und dem „afrikanischen“ Teil Pangaeas öffnete sich der Zentralatlantik. Dadurch wurde Laurasia im weiteren Verlauf des Mesozoikums zum eigenständigen großen „Nordkontinent“. Im Eozän – um 50 mya – zerbrach Laurasia im Zuge der Öffnung des Nordatlantiks in den nunmehr Nordamerika genannten westlichen Teil („Ex-Laurentia“) und den nunmehr Eurasien genannten östlichen Teil, dem – ebenfalls noch im Paläogen – durch die Kollision mit Arabien und Indien große Bruchstücke des ehemaligen Südkontinentes angegliedert wurden.